# 斯捷克良纳亚拉季察农村居民点
斯捷克良纳亚拉季察农村居民点（俄语：Стекляннорадицкое сельское поселение）是俄罗斯联邦布良斯克州布良斯克区所属的一个农村居民点。其下辖有8个居民点，行政中心为斯捷克良纳亚拉季察。据2015年统计，该农村居民点的人口为2479人。